# Norashen (Ararat)
Pour les articles homonymes, voir Norashen.
Norashen (en arménien Նորաշեն) est une communauté rurale du marz d'Ararat en Arménie. En 2008, elle compte 3 450 habitants.